# (12384) Luigimartella
(12384) Luigimartella (1994 TC2) – planetoida z pasa głównego asteroid okrążająca Słońce w ciągu 5,17 lat w średniej odległości 2,99 j.a. Odkryta 10 października 1994 roku.